# Зоохорія
Зоохорія (від дав.-гр. ζῷον (zoon) «тварина» та χωρέω (chorio) «пересуватись», «поширюватись») — поширення діаспо́р рослин (спор, плодів, насіння) тваринами.
Виділяють три різновиди зоохорії:
- Епізоохорія (від дав.-гр. ἐπί (epi) у цьому випадку — «після» у значенні «слідування за кимось, чимось», ζῷον «тварина» та χωρέω «пересуватись», «поширюватись») — діаспори переносяться, прикріплюючись до тіла тварин. У такому випадку плоди та насіння мають спеціальні пристосування у вигляді різного роду прищіпок. Діаспори багатьох рослин прилипають з брудом до копит ссавців, ніг птахів та інших тварин і таким чином переносяться на великі відстані.

- Ендозоохорія (від ἔνδον (endon) «внутрішній», ζῷον «тварина» та χωρέω «пересуватись», «поширюватись») — поширення діаспори відбувається через травний тракт тварин. Так переносяться плоди та насіння, які яскраво забарвлені, соковиті або цукристі.

- Синзоохорія (від σύν (syn) «разом», ζῷον «тварина» та χωρέω «пересуватись», «поширюватись») — це поширення діаспор, пов'язане з активним їх розтягуванням з метою запасання кормів.

Різні форми зоохорії пов'язані з різними біоценозами: у широколистяних та тропічних лісах домінують ендозоохорія та синзоохорія. Епізоохорія більш властива рудеральним та прибережним угрупованням.
У рослин-епізоохорів на плодах або насінні є зачіпки (наприклад, гачки, шипики у череди, подорожника), слиз або клейкі речовини (наприклад, у омели). Ендозоохори мають соковиті плоди, а у деяких насінини мають м'ясисті вирости — принасінники (арилуси та арилоїди), які поїдають тварини. Інколи під час проходження через травний тракт насіння набуває кращої схожості (у вишні, жимолості, граната та тощо). До синзоохорів належать лісовий та кедровий горіхи, зернові злаки.
Залежно від того, які тварини беруть участь у рознесенні діаспор, вирізняють:
- іхтіохорія (від дав.-гр. ἰχθύς — ichthys (ichthyos) — «риба» та χωρέω «пересуватись», «поширюватись») — поширення діаспор за допомогою риб. Такий спосіб властивий, наприклад, для адокси мускусної (Adoxa moschatellina): на момент дозрівання плодів стебло слабшає та згинається, а оскільки ці рослини ростуть поруч з водоймами, плоди нависають над самою водою;

- заурохорія (від σαῦρος — sauros — «ящірка») — поширення діаспор за допомогою плазунів. Наприклад, на Галапагоських островах плоди деяких кактусів поширюються черепахами;

- орнітохорія (від ὄρνις — ornis (ornithos) — «птах») — поширення діаспор за допомогою птахів;

- ентомохорія (від ἔντομον — entomon — «комаха») — поширення діаспор за допомогою комах;

- мірмекохорія (від μύρμηξ (μύρμηκος) — myrmex (myrmekos) — «мурашка») — різновид ентомохорії, поширення діаспор за допомогою мурашок. Зазвичай у насіння, яке поширюють мурашки, наявні арилоїди (насінні придатки), якими живляться ці комахи. Мірмекохорія властива для фіалок (Viola), рафлезії (Rafflesia) та багатьох інших рослин.

## Галерея

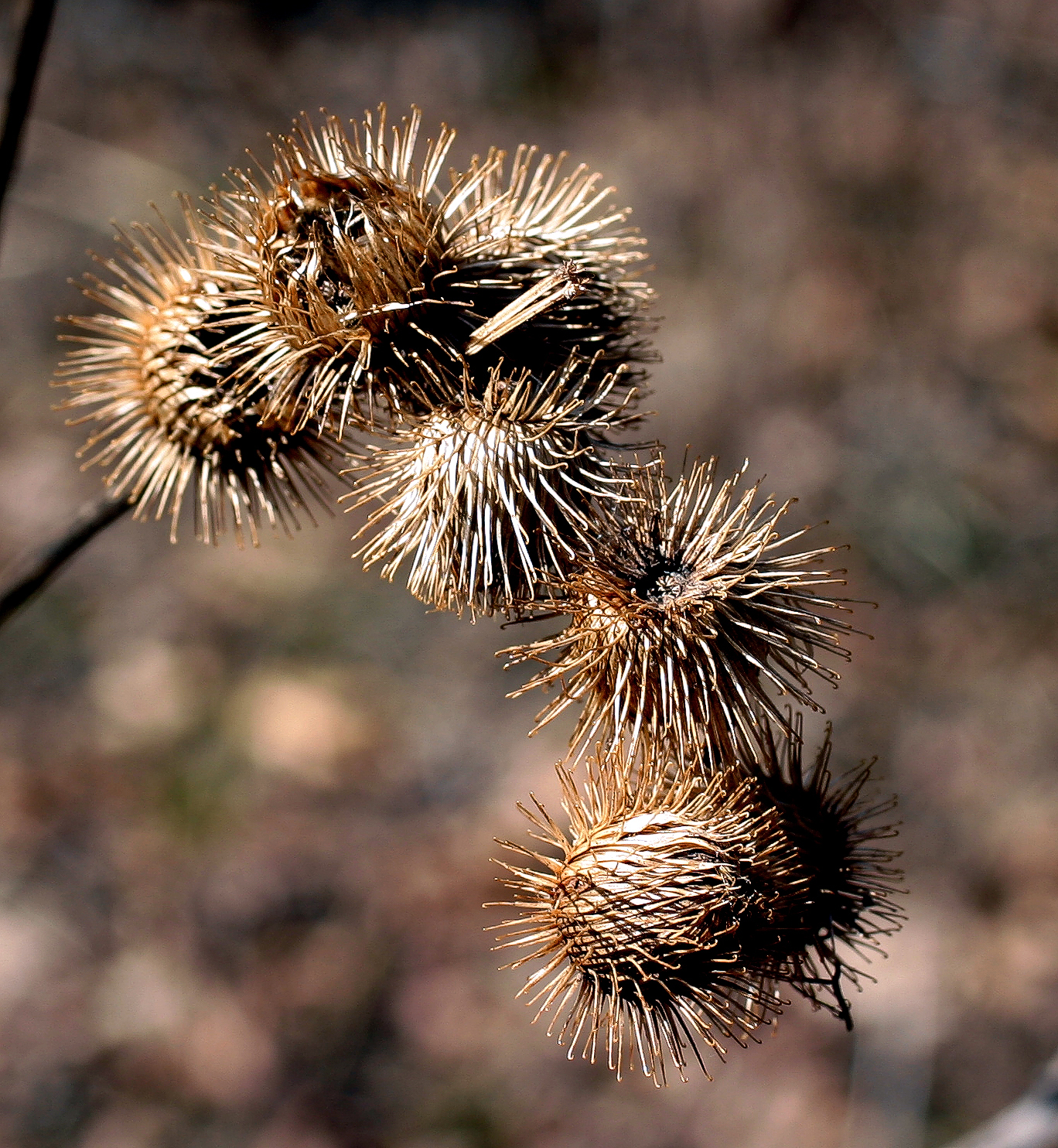
Будяк звичайний поширюється шляхом епізоохорії
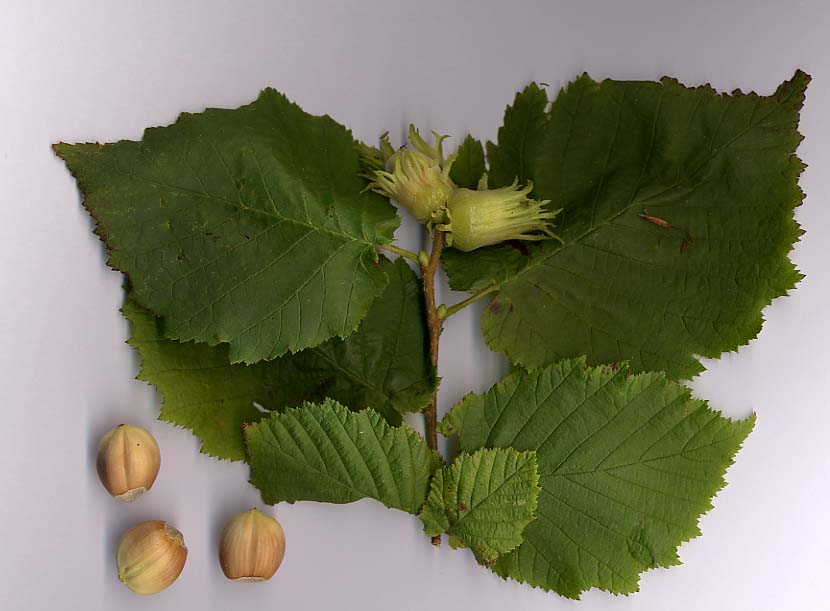
Ліщина звичайна поширюється шляхом синзоохорії
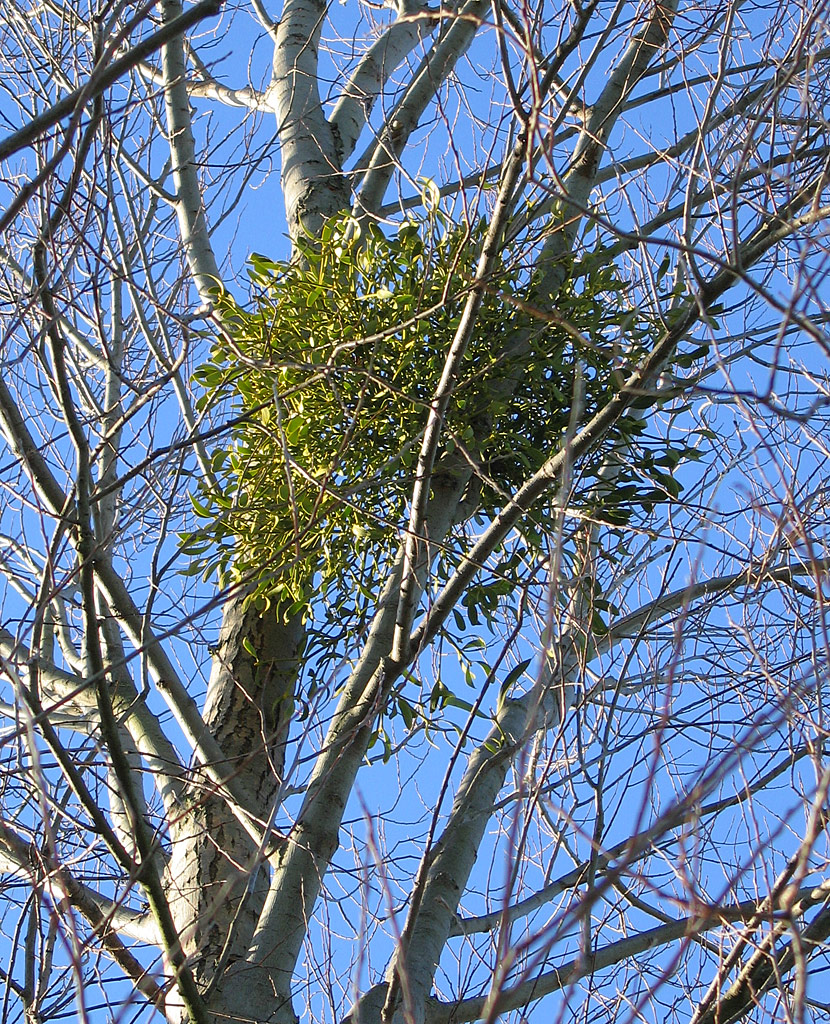
Омела біла поширюється шляхом ендозоохорії в результаті орнітохорії
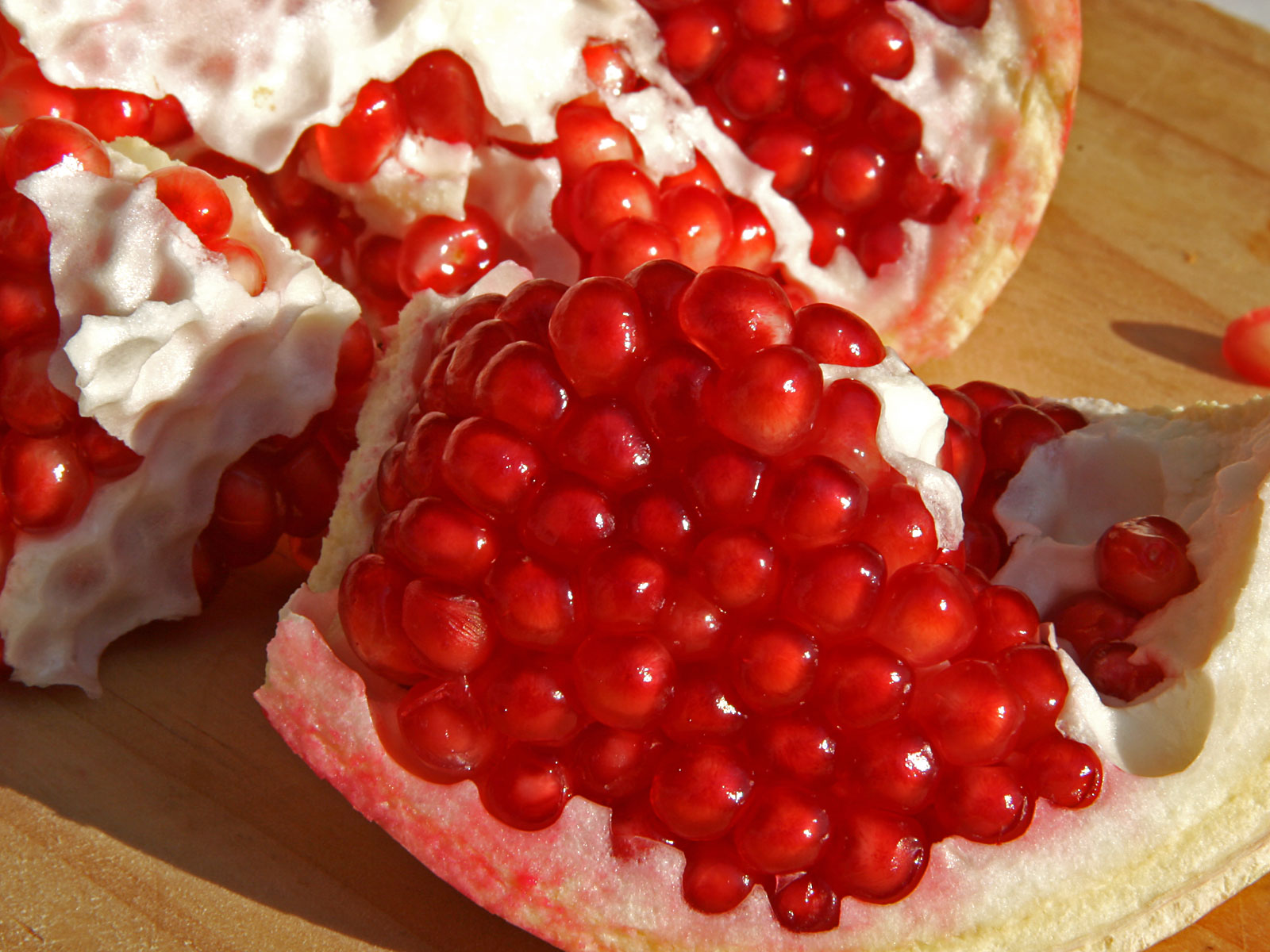
Плоди граната поширюються тваринами шляхом ендозоохорії
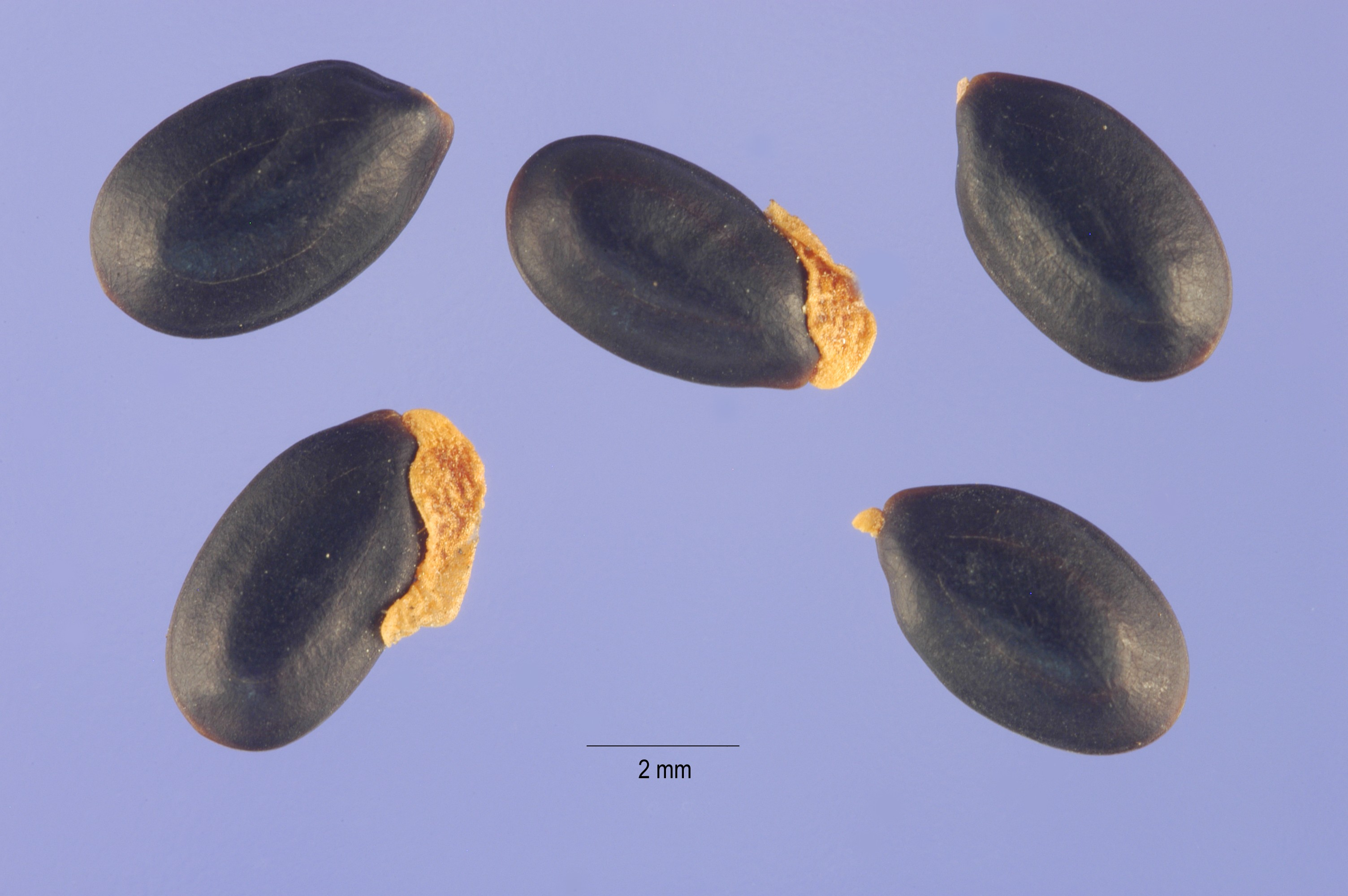
Насіння акації сріблястої поширюється в результаті мірмекохорії
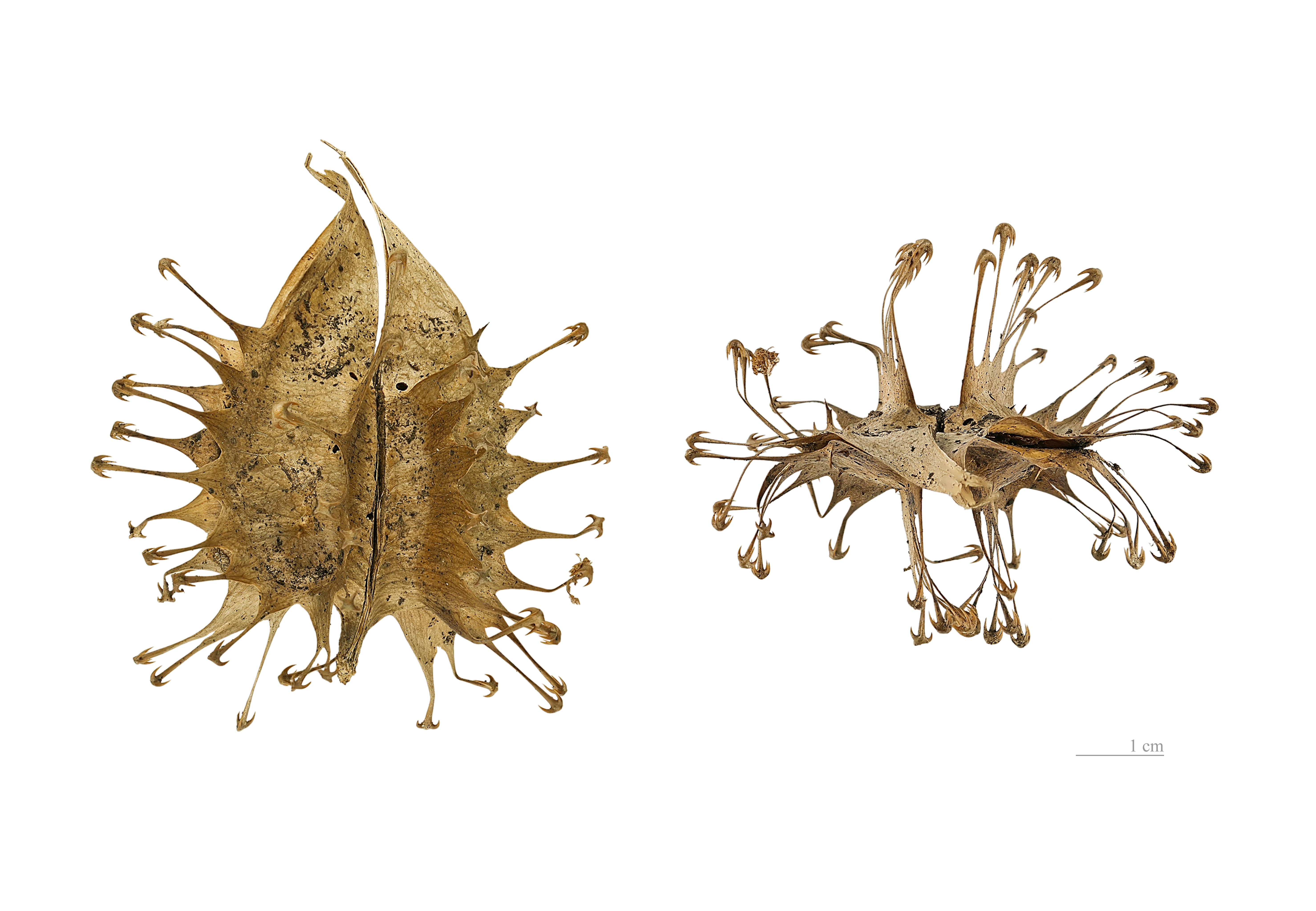
Uncarina ankaranensis